# Pišče
Pišče (cyr. Пишче) – wieś w Czarnogórze, w gminie Plužine. W 2011 roku liczyła 59 mieszkańców.